# Reggie Williams (baloncestista de 1986)
Reginald Leon Williams II (Prince George, Virginia, 14 de septiembre de 1986), más conocido como Reggie Williams, es un exjugador de baloncesto estadounidense. Con 1,98 metros de altura, jugaba en la posición de escolta.

## Trayectoria deportiva

### Universidad
Williams asistió durante cuatro años al Instituto Militar de Virginia y lideró la NCAA en anotación en dos ocasiones. En sus dos últimas campañas promedió 28.1 y 27.8 puntos respectivamente.

### Profesional
Tras dejar la universidad, Williams fichó por el JDA Dijon de la Liga Nacional de Baloncesto de Francia, donde firmó números de 12.5 puntos y 5.3 rebotes en 30 partidos. Tras su aventura en Francia, Williams fue elegido en el Draft de la NBA Development League por Sioux Falls Skyforce, equipo en el que promedió 26.4 puntos, 5.5 rebotes y 3.2 asistencias antes de firmar un contrato de 10 días con Golden State Warriors de la NBA el 2 de marzo de 2010. En su quinto partido en la liga anotó 28 puntos y repartió 6 asistencias en 34 minutos en la derrota ante New Orleans Hornets. El 15 de diciembre de 2011 firmó un contrato de dos años con Charlotte Bobcats.

## Selección nacional
Williams fue miembro de la selección de baloncesto de Estados Unidos que ganó el Campeonato FIBA Américas de 2017.

## Estadísticas de su carrera en la NBA

### Temporada regular
| Año     | Equipo        | PJ  | PT | MPP  | %TC  | %3P  | %TL  | RPP | APP | ROB | TPP | PPP  |
| ------- | ------------- | --- | -- | ---- | ---- | ---- | ---- | --- | --- | --- | --- | ---- |
| 2009-10 | Golden State  | 24  | 10 | 32.6 | .495 | .359 | .839 | 4.6 | 2.8 | 1.0 | .2  | 15.2 |
| 2010-11 | Golden State  | 80  | 9  | 20.3 | .469 | .423 | .746 | 2.7 | 1.5 | .4  | .0  | 9.2  |
| 2011-12 | Charlotte     | 33  | 13 | 22.6 | .416 | .308 | .725 | 2.8 | 1.8 | .6  | .1  | 8.3  |
| 2012-13 | Charlotte     | 40  | 0  | 9.5  | .432 | .306 | .476 | 1.3 | 1.0 | .3  | .0  | 3.7  |
| 2013-14 | Oklahoma City | 3   | 0  | 5.7  | .556 | .333 | .000 | .0  | .3  | .3  | .0  | 3.7  |
| Total   | Total         | 180 | 32 | 19.7 | .460 | .371 | .743 | 2.6 | 1.6 | .5  | .1  | 8.5  |